# Данієл да Мота
Данієл да Мота (люксемб. Daniel da Mota, нар. 11 вересня 1985, Еттельбрюк) — люксембурзький футболіст, нападник люксембурзького «Расінга» і національної збірної Люксембургу.

## Клубна кар'єра
Народився 11 вересня 1985 року в місті Еттельбрюк. Вихованець футбольної школи клубу «Етцелла». Дорослу футбольну кар'єру розпочав 2001 року в основній команді того ж клубу, в якій провів сім сезонів, взявши участь у 133 матчах чемпіонату.  У складі «Етцелли» був одним з головних бомбардирів команди, маючи середню результативність на рівні 0,58 голу за гру першості.
До складу клубу «Ф91 Дюделанж» приєднався 2008 року. Протягом наступних дев'яти сезонів провів за клуб з Дюделанжа 201 матч в національному чемпіонаті, в якому відзначився 84 забитими голами.
2017 року перейшов до люксембурзького «Расінга».

## Виступи за збірні
Протягом 2004–2006 років  залучався до складу молодіжної збірної Люксембургу.
2007 року дебютував в офіційних матчах у складі національної збірної Люксембургу. Наразі провів у формі головної команди країни 92 матчі, забивши 7 голів.

## Титули та досягнення
- Чемпіон Люксембургу (6):

«Ф91 Дюделанж»: 2009, 2011, 2012, 2014, 2016, 2017
- Володар Кубка Люксембургу (4):

«Ф91 Дюделанж»: 2009, 2012, 2016, 2017
- Найкращий бомбардир Чемпіонату Люксембургу (1):

«Ф91 Дюделанж»: 2007
- Футболіст року у Люксембурзі: 2010-11